# ニューヨーク市旗
ニューヨーク市の旗は、中央に青い市章の入った青・白・オレンジ色の三色旗である。三色旗のデザインは、マンハッタン島にニューアムステルダムができた1625年に使用されていたオランダ共和国の旗であったプリンス旗に由来する。

## 歴史
現在の旗は、1977年12月30日から採用されている。この時、市章に記されている年が、1664年（イングランド王国が領有権を握った年）より1625年（ニューアムステルダムの自治権が認められた年）に修正された。またこの時、市章の中に「Sigillum Civitatis Novi Eboraci」（ニューヨーク市章）とラテン語で記すかどうかがオプションとなり、2つのデザインのバリエーションが認められた。

## 市長旗
ニューヨーク市長オフィスは、市章の上部に青い5つの星（市の5つの行政区を表す）の弧が描かれた独自の公式なバリエーションを持っている。

## シンボル
- ハクトウワシ: アメリカ合衆国のシンボル。
- ネイティブアメリカン: この地域の先住民。
- 船乗り: この地域の植民者のシンボル。
- ビーバー: ニューヨーク（もともとはニューアムステルダム）の最初の会社であるオランダ西インド会社のシンボル。ニューヨーク州の動物[1]。
- 風車: 市のオランダ植民地時代の記憶とその繁栄した産業であった風車。
- 小麦樽: 産業。
- 1625: オランダ人によってニューアムステルダムの都市が設立された年。

## 使用
旗は稀にだが時々、中央の市章がプリントされていないものが使用される。これは、シンプルな青、白、オレンジの三色旗となる。オレンジはオラニエ公ウィレム1世の後にオランダの色として採用された。
旗は、市内の至る所で頻繁に使用されている。ニューヨーク市庁舎や他の行政ビルでは、常時掲げられている。旗はまた、多くの公共のビル、私有の住居、公園、ヤンキー・スタジアムでも使用されている。

## 行政区の旗

### ブロンクス
ブロンクスの旗は水平のトリコロールデザインとなっている。一番上の帯はオレンジ、真ん中は白、そして下は青となっており、伝統的なオランダの旗と同一色を採用している。旗の中央には栄誉 (honor) と名声 (fame) を意味する月桂冠がブロンクスの名前の由来となったブロンク家 (en) の紋章を囲んでいる。この家紋のシールドは海から光線を放ち昇ってくる太陽の顔が描かれている。これは、平和 (peace)、自由 (liberty)、そして交易 (commerce) を表している。クレストは東を向き羽を広げたワシで、「古きを忘れない、新しい世界の希望 (the hope of the New World while not forgetting the Old)」を意味している。シールドの下部に記された文字"ne cede malis"は区のモットーで、「悪には屈せず (Yield not to evil)」を意味するラテン語のフレーズである。

### ブルックリン

ブルックリン

ブルックリンの旗は白地の中央に紋章が描かれている。紋章内にはローブをまとった若い女性が明るい青の背景の中でファスケスを抱えてたたずんでいる。ファスケスは調和 (unity) を表す伝統的な象徴 (emblem) である。その図を取り囲んでいるのは暗い青のリングで、オランダ語のフレーズ"Eendraght Maekt Maght"が記されている。これは"Unity makes strength"（調和は力となる）という意味である。 また、そのリングの中には"borough of Brooklyn"（ブルックリン区）の文字も記されている。その紋章の内側と外側の飾り枠は金色である。この紋章の基調となる色は区の色として受け止められている青と金を反映している。

### マンハッタン
マンハッタンの公式の旗はニューヨーク式市旗と類似している。市旗との違いは市章の代わりに区章が用いられている点である。区章も基本的に市章と同じデザインだが、二つの星が下部に描かれており、月桂冠の代わりに"BOROUGH OF MANHATTAN" NOVEMBER 1, 1683 の銘文が紋章を取り囲んでいる。この年月日（円の下側に配置されている）はen:Thomas Dongan総督 (en) によりニューヨーク植民地に12の郡が設置された時であり、この時に現在と同じ領域でニューヨーク郡（マンハッタン区）が設立された。以前はマンハッタン区とニューヨーク市の旗は同じものであったが、公務の行事の際には"The President of the Borough of Manhattan" "NYC"という銘文で取り囲んだデザインを用いていた。

### クイーンズ

クイーンズ

クイーンズの旗は三つの水平の帯がベースとなっている。上と下の帯は青で、真ん中の帯は白である。これらの色は初代ニューネーデルランド総督 (en) en:Willem Kieftの紋章を表している。旗の中心にはリングの内側にチューリップとバラが描かれている。旗の左上には女王の冠が描かれており、冠の下にクイーンズ区を意味する'Qveens Borovgh'（'Queens Borough'が様式化されたもの）と記されている。貝殻ビーズでできたリングは、かつてこの地域が'Sewanacky'（island of sea shells、貝殻の島) とレナペ族に呼ばれていたことに由来する。当時、この地域はレナペ族がクラムやウェルクを採取し貝殻ビーズを作ることができる数少ない場所のうちの一つであった。チューリップはこの地域に初期に定住したヨーロッパ移民であるオランダを意味する。赤と白のバラはテューダー・ローズであり、イングランドとその君主を表す伝統的なシンボルである。女王の冠は、イングランド王妃 (en) キャサリン・オブ・ブラガンザの名誉を称え1683年に命名された区の名前、クイーンを表す。この区は1683年に設立されたニューヨーク州の当初の12郡の一つであり、設立に際してクイーンズと命名された。記されている日付は、クイーンズ郡がニューヨーク市の一部となった年を表す。

### スタテンアイランド
スタテンアイランドの旗は2002年に選定された。これは1971年にスタテンアイランド区長en:Robert T. Connorによって開催されたコンテストで提案されたデザインの中から構成されている。このen:Staten Island Advanceと商工会議所 (Chamber of Commerce) ビルの上にたなびいており、市庁舎とスタテンアイランド区長舎 (en) に展示されている。この旗は白地の中央にオーバルが配置されており、オーバルの内側には青空と2羽の白いかもめ (seagull) が描かれている。緑の山は田舎（田園）を、白いビル群はスタテンアイランドの人々が住む都市の景観を表している。オーバルの中央には金色で"Staten Island"と記されている。その名前の下には5本の青い波線が描かれており、これはスタテンアイランドを取り囲む水系を象徴している。以前のスタテンアイランドの旗は、ブロンクス、ブルックリン、そしてクイーンズの旗と同じ時に採択されたもので、ネイビーブルーの旗の中央にオレンジの紋章が描かれていた。この紋章には、2羽の水鳥 (waterfowl) が描かれ、"Richmond Borough 1663 1898 S New York" の文字が記されていた。Richmond Borough（リッチモンド区）とは以前のスタテンアイランド区の名称である。